# Refugio County
Refugio County je okres ve státě Texas v USA. K roku 2010 zde žilo 7 383 obyvatel. Správním městem okresu je Refugio. Celková rozloha okresu činí 2 121 km².